# Herrmannella longicaudata
Herrmannella longicaudata är en kräftdjursart. Herrmannella longicaudata ingår i släktet Herrmannella och familjen Sabelliphilidae. Inga underarter finns listade i Catalogue of Life.